# Toni Vidigal
António Leonel Vidigal – detto Toni – (1º marzo 1975) è un ex calciatore portoghese, di ruolo centrocampista.
Anche i suoi fratelli José Luís, Jorge, José detto Lito e Norberto detto Beto sono stati calciatori.

## Carriera
Ha giocato nella massima serie portoghese con la maglia del Varzim.